# هكتور شوستر
هكتور شوستر (15 يناير 1942 في فيجي - 26 نوفمبر 2007 في أستراليا) (بالإنجليزية: Hector Schuster)‏ هو لاعب كريكت نيوزلندي.

## وصلات خارجية
- هكتور شوستر على موقع إي آس بي آن كريك إنفو (الإنجليزية)